# Stade Mustapha Tchaker
Stade Mustapha Tchaker (arab. ملعب مصطفى تشاك) – wielofunkcyjny stadion położony w Algierii, w miejscowości Al-Bulajda. Głównie używany do rozgrywania meczów piłkarskich. Stadion ma pojemność 35 000 osób. Na stadionie odbywają się mecze reprezentacji Algierii w piłce nożnej.